# Katolička Crkva u Sjevernoj Makedoniji
Katolička Crkva u Sjevernoj Makedoniji  (maked.: Католицизам во Македонија), dio je svjetske Katoličke Crkve pod vodstvom pape i Rimske kurije, unutar granica Sjeverne Makedonije. Katoličanstvo je druga po brojnosti kršćanska zajednica u državi, nakon Makedonske pravoslavne Crkve te je na području Sjeverne Makedonije prisutno još od I. st.. Obilježava ju brojna grkokatolička zajednica kojom, kao i sestrinskom rimokatoličkom, predsjeda biskup i eparh Kiro Stojanov.
Kršćanstvo je u Makedoniju (kasnije rimsku pokrajinu, dijelom i u današnjoj Grčkoj) stiglo još u vrijeme apostola: Djela apostolska spominju Pavlov posjet i boravak, vjerojatno 51. Dodatne poticaje širenju kršćanstva dali su car Justinijan I. te tri stoljeća kasnije Kliment i Naum Ohridski, utemeljitelji Ohridske škole. Također, potvrda o postojanju katoličke zajednice na području današnje Sjeverne Makedonije jest prisutnost i spomen dardanskoga biskupa na Nicejskom saboru, kao i pismo pape Gelazije I. šestorici dardanskih biskupa.
Upravno je ustrojena u rimokatoličku Skopsku biskupiju (dio Vrhbosanske metropolije) te grkokatoličku eparhiju. Rimokatolička prvostolnica je Katedrala u Skoplju, a grkokatolička Katedrala Uznesenja Blažene Djevice Marije u Strumici.
Papa Franjo posjetio je Sjevernu Makedoniju u srpnju 2019.